# Liffré
Liffré (bretonisch: Liverieg) ist eine französische Gemeinde mit 8987 Einwohnern (Stand: 1. Januar 2022) im Département Ille-et-Vilaine in der Region Bretagne; sie gehört zum Arrondissement Rennes und zum Kanton Liffré. Die Einwohner werden Liffréen(ne) genannt.

## Geographie
Liffré liegt etwa 18 Kilometer nordöstlich von Rennes. Fast 40 Quadratkilometer des Gemeindegebiets nehmen der Forêt de Rennes und der Forêt domaniale de Liffré (auch: Forêt de Sevailles) ein. Umgeben wird Liffré von den Nachbargemeinden Ercé-près-Liffré im Norden, Gosné und Saint-Aubin-du-Cormier im Nordosten, Livré-sur-Changeon, Dourdain und La Bouëxière im Osten, Acigné und Thorigné-Fouillard im Süden, Betton im Südwesten, Saint-Sulpice-la-Forêt im Westen und Chasné-sur-Illet im Nordwesten.
Durch die Gemeinde führt die Autoroute A84 von Rennes nach Caen.

## Bevölkerungsentwicklung
| Jahr      | 1962 | 1968 | 1975 | 1982 | 1990 | 1999 | 2006 | 2017 |
| Einwohner | 2558 | 2817 | 4040 | 4205 | 5659 | 6454 | 6646 | 7609 |

## Sehenswürdigkeiten
- Dolmen de la Daguinais
- Kirche Saint-Michel, 1871 errichtet
- Megalithen des Carrefour de la Grande Lune

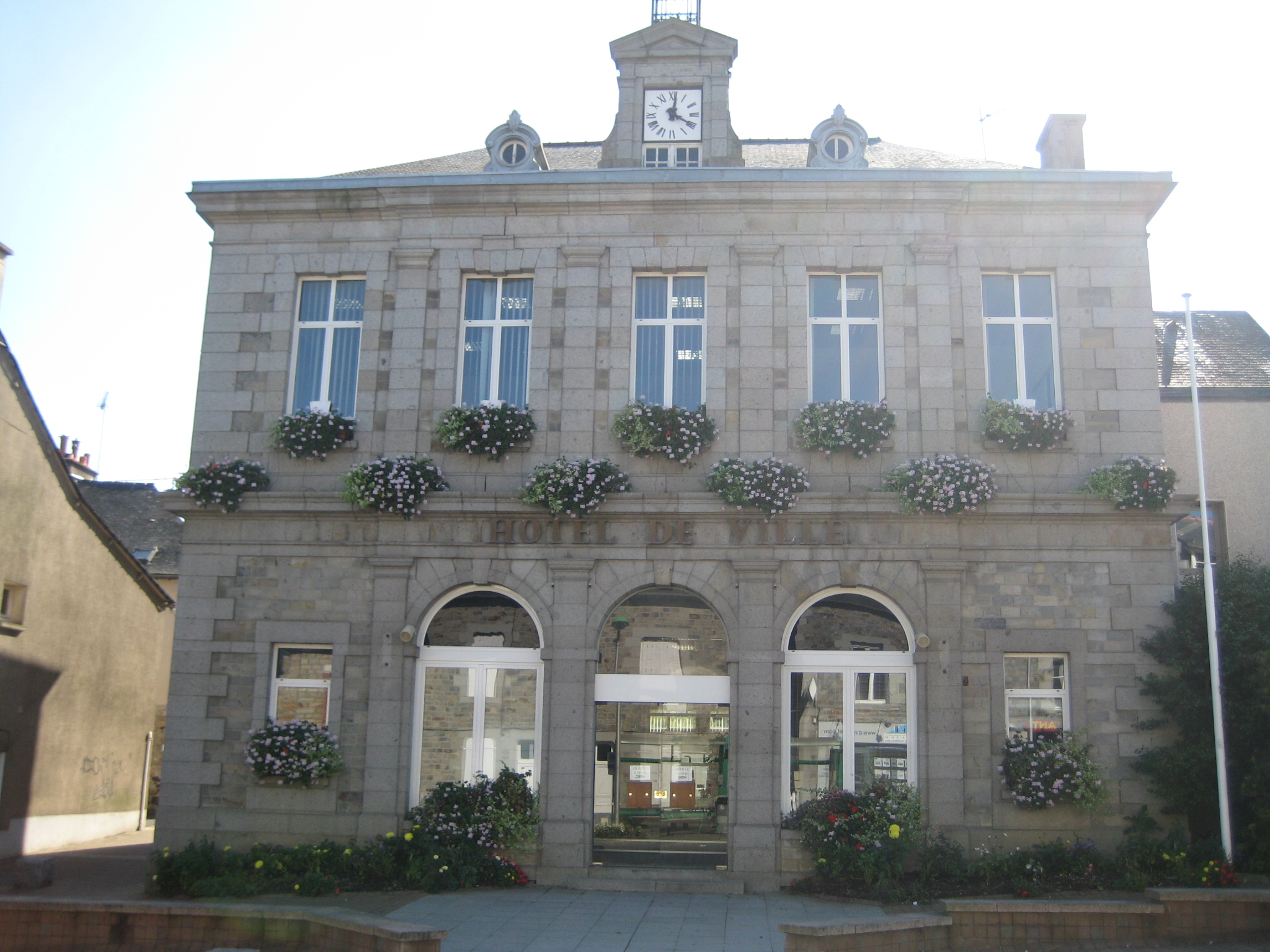
Rathaus (Hôtel de ville)

- Menhir des Brosses
- Rathaus
- Mühlenteich

## Persönlichkeiten
- Robert Hauvespre (1923–1997), Fußballspieler

## Gemeindepartnerschaften
- Wendover, Buckinghamshire (England), Vereinigtes Königreich
- Piéla, Burkina Faso
- Beniel, Murcia, Spanien